# Боченаго
Боченаго, Боченаґо (італ. Bocenago) — муніципалітет в Італії, у регіоні Трентіно-Альто-Адідже,  провінція Тренто.
Боченаго розташоване на відстані близько 490 км на північ від Рима, 29 км на захід від Тренто.
Населення — 402 особи (2014).
Щорічний фестиваль відбувається третьої неділі липня. Покровитель — Santa Margherita.

## Демографія
Населення за роками:

Станом на 1 січня 2023 року в муніципалітеті офіційно проживало 19 іноземців з 10 країн, серед них 12 громадян країн Євросоюзу.

## Сусідні муніципалітети
- Бледжо-Інферіоре
- Кадерцоне-Терме
- Массімено
- Тре-Вілле
- Сп'яццо
- Стеніко
- Стрембо